# Lithosia innshanica
Lithosia innshanica är en fjärilsart som beskrevs av Daniel 1939. Lithosia innshanica ingår i släktet Lithosia och familjen björnspinnare. Inga underarter finns listade i Catalogue of Life.